# Presbistus peleus
Presbistus peleus är en insektsart som först beskrevs av Gray, G.R. 1835.  Presbistus peleus ingår i släktet Presbistus och familjen Aschiphasmatidae. Inga underarter finns listade i Catalogue of Life.